# Outnumbered
Outnumbered è un singolo del cantautore irlandese Dermot Kennedy, pubblicato il 14 giugno 2019 come quarto estratto dal primo album in studio Without Fear.

## Video musicale
Il video musicale, girato a Wicklow, è stato reso disponibile l'8 luglio 2019.

## Tracce
Testi e musiche di Dermot Kennedy, Scott Harris e Stephen Kozmeniuk.
Download digitale
1. Outnumbered – 4:05

Download digitale – Acoustic
1. Outnumbered (Acoustic) – 3:54

Download digitale – Remixes
1. Outnumbered (MJ Cole Remix) – 4:38
2. Outnumbered (aboutagirl Remix) – 3:01

## Formazione
- Dermot Kennedy – voce
- Koz – produzione
- Matty Green – missaggio
- Randy Merrill – mastering

## Classifiche

### Classifiche settimanali
| Classifica (2019-20) | Posizione massima |
| -------------------- | ----------------- |
| Austria              | 33                |
| Belgio (Fiandre)     | 7                 |
| Belgio (Vallonia)    | 61                |
| Croazia              | 51                |
| Germania             | 45                |
| Irlanda              | 2                 |
| Lituania             | 89                |
| Regno Unito          | 6                 |
| Slovenia             | 11                |
| Svizzera             | 20                |

### Classifiche di fine anno
| Classifica (2019) | Posizione |
| ----------------- | --------- |
| Belgio (Fiandre)  | 74        |
| Irlanda           | 5         |
| Regno Unito       | 69        |
| Classifica (2020) | Posizione |
| Irlanda           | 13        |
| Regno Unito       | 94        |
| Slovenia          | 39        |
| Classifica (2021) | Posizione |
| Irlanda           | 47        |